# Mantispa taina
Mantispa taina is een insect uit de familie van de Mantispidae, die tot de orde netvleugeligen (Neuroptera) behoort. 
Mantispa taina is voor het eerst wetenschappelijk beschreven door Alayo in 1968.